# Astillero de Woolwich

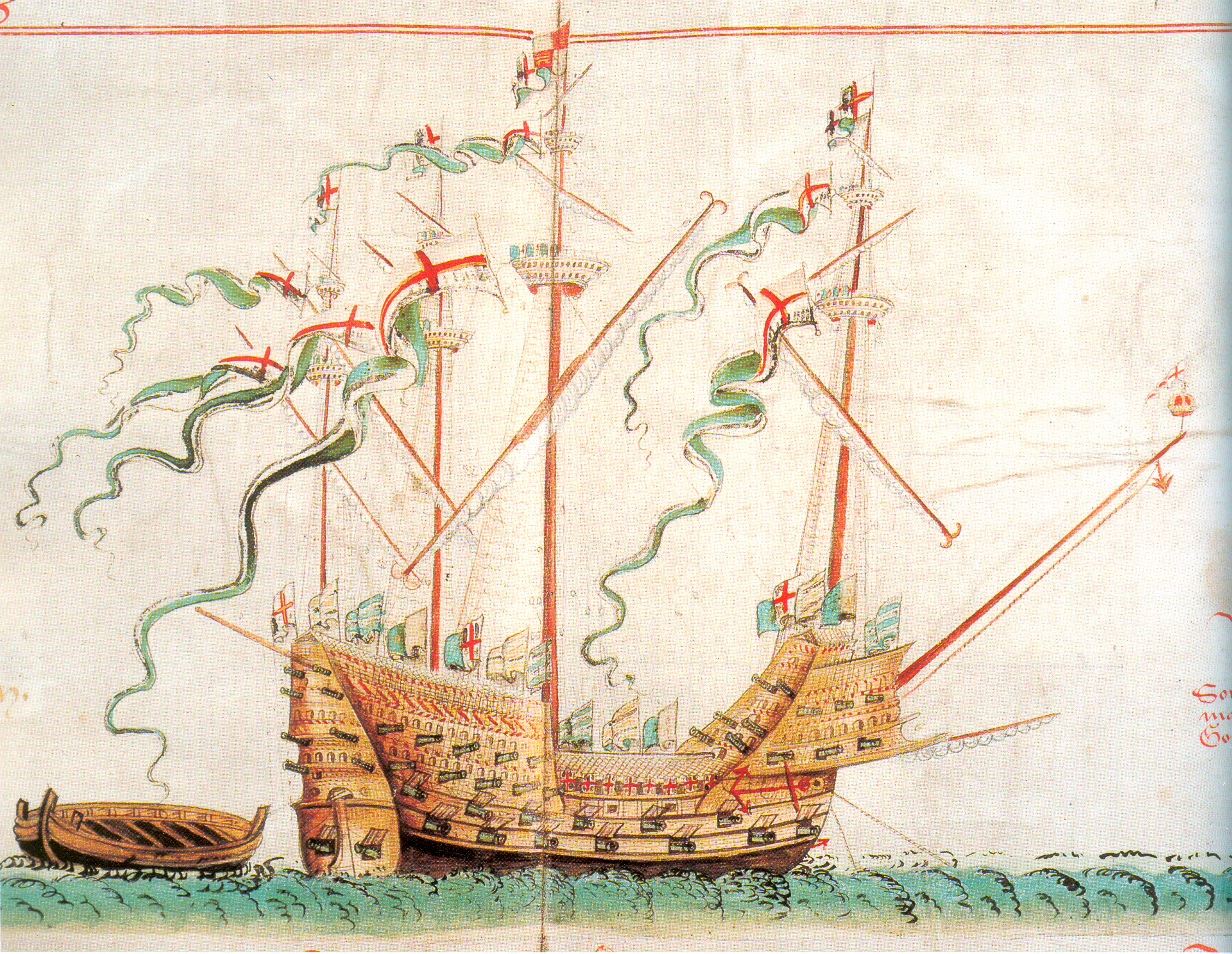
Henry Grace à Dieu, la carraca más grande de la época, fue el primer buque construido en Woolwich

El astillero de Woolwich (en inglés, Woolwich Dockyard) fue, de 1512 hasta su cierre en 1869, un importante astillero militar naval, uno de los tres astilleros del estuario del río Támesis, siendo los otros dos el de Deptford (1513-1869) y Chatham (1567-1984).
Ubicado en la orilla sur, es decir, en la margen derecha del río, al sudeste de Londres, fue fundado por Enrique VIII de Inglaterra con el fin de construir su buque insignia, el Henry Grace à Dieu, la carraca más grande de la época.
Ubicado muy cerca de su palacio de Placentia en Greenwich, fue originalmente conocido como The King's Yard, Woolwich (Astillero del Rey).
Con el tiempo, parte de sus terrenos se destinarían al Royal Arsenal, y donde más adelante, en 1721, se fundaría la Real Academia Militar.
Hasta 1660, todos los navíos de línea de primera clase ingleses, es decir, navíos con tripulaciones de más de 400 hombres, fueron construidos en Woolwich.

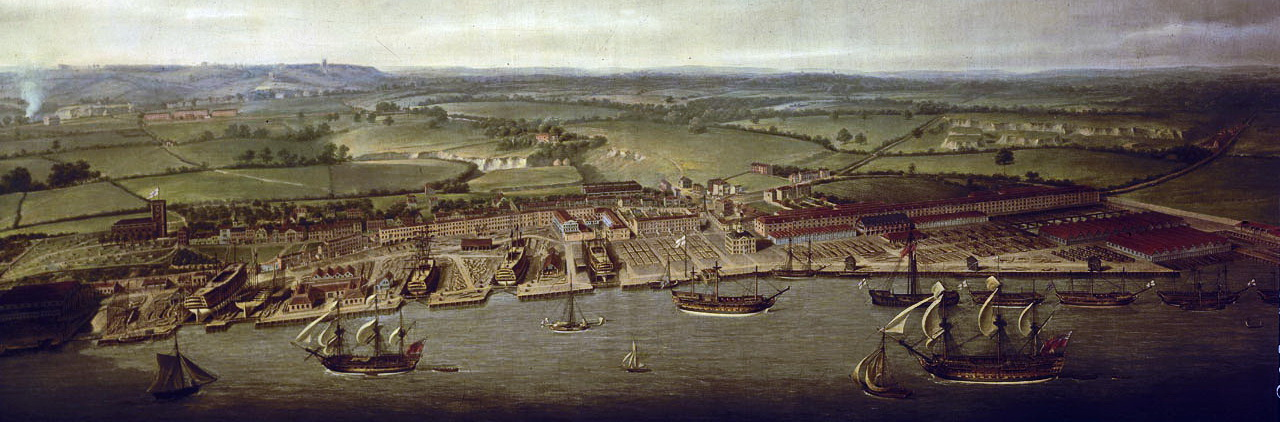
Woolwich Dockyard (1790). Óleo de Nicholas Pocock. National Maritime Museum.

## Algunos de los buques construidos o reconstruidos en Woolwich
- 1512: Henry Grace à Dieu - carraca[7]
- 1559: Elizabeth Jonas (1559) - galeón. Fue construido para reemplazar a la Henry Grace à Dieu, destruida en un incendio en 1553.[6]
- 1561: Triumph - galeón[6]
- 1563: White Bear - galeón. En 1588 sería el buque insignia de Martin Frobisher.[6]
- 1587: Ark Royal - galeón. Orioginalmente construido y botado en Deptford para sir Walter Raleigh, fue reconstruido en 1608 como una nave de 42 cañones en los astilleros de Woolwich y rebautizado como Anne Royal.[6]
- 1590: Merhonour - galeón. En 1597, sería el buque insignia del conde de Essex e, incluso años más tarde, en 1635, tras una reconstrucción era aún considerado uno de los buques ingleses más rápidos.[6]
- 1610: Prince Royal (1610) - navío de línea
- 1632: Charles (1632) - navío de línea de segunda clase
- 1635: Leopard (1635) - navío de línea de tercera clase
- 1637: HMS Sovereign of the Seas - navío de línea de primera clase
- 1647: Phoenix (1647) - fragata
- 1655: HMS Royal Charles (originalmente, Naseby) - navío de línea de primera clase[8]
- 1664: HMS Royal Katherine (1664) - navío de línea de segunda clase
- 1666: HMS Greenwich (1666) - navío de línea de cuarta clase
- 1670: HMS St Andrew (1670) - navío de línea de primera clase[6]
- 1675: HMS Woolwich (1675) - navío de línea de cuarta clase
- 1676: HMS Charles Galley (1676)[7]
- 1687: HMS Deptford - navío de línea de cuarta clase
- 1701: HMS Royal Sovereign (1701) - navío de línea de primera clase[7]
- 1756: HMS Royal George - navío de línea de primera clase[7]
- 1761: HMS Blenheim (1761) - navío de línea de segunda clase
- 1788: HMS Prince - navío de línea de segunda clase
- 1801: HMS Plantagenet (1801)[7]
- 1805: HMS Ocean (1805)[7]
- 1808: HMS Invincible (1808) - navío de línea de tercera clase[7]
- 1810: HMS Macedonian - fragata[8]
- 1820: HMS Beagle - bergantín[9]
- 1846: HMS Niger (1846) - sloop-of-war
- 1852: HMS Agamemnon - acorazado- fue el primer buque de guerra británica diseñada para propulsión a vapor.[8]
- 1854: HMS Royal Albert (1854) - fragata diseñada para la navegación a vela, fue modificada durante su construcción para la propulsión a vapor. Fue uno de los últimos buques de guerra construidos en Woolwich. La botadura se realizó en presencia de la reina Victoria y el príncipe Alberto.[10]
- 1855: HMS Pearl (1855) - corbeta de hélice[11]
- 1858: HMS Challenger - corbeta de hélice
- 1868: HMS Repulse (1868) - navío de línea de segunda clase